# The Little Prince (1974)
The Little Prince (bra: O Pequeno Príncipe; prt: O Principezinho) é um filme musical de 1974, uma coprodução dos Estados Unidos e Reino Unido. Baseado no livro de Le petit prince, escrito pelo francês Antoine de Saint Exupéry.

## Sinopse
Um piloto de avião acaba por sofrer um acidente, caindo no interior do Deserto do Saara. Ele acaba por conhecer um jovem garoto, se identificando como um príncipe vindo de outro planeta. Ambos embarcam em uma intensa jornada da imaginação, onde o pequeno príncipe compartilha experiências com o piloto acidentado, que acabam por fazê-lo redescobrir os valores da infância.

## Elenco
- Richard Kiley... o Piloto
- Steven Warner... o Principezinho
- Bob Fosse... a Serpente
- Gene Wilder... a Raposa
- Donna McKechnie... a Rosa
- Joss Ackland... o Rei
- Graham Crowden... o General
- Victor Spinetti... o Contador de Histórias
- Clive Revill... o Homem de Negócios

## Música
- "It's a Hat"
- "I Need Air"
- "Be Happy"
- "I'm on Your Side"
- "You're a Child"
- "Little Prince"
- "I Never Met a Rose"
- "Why is the Desert"
- "A Snake in the Grass"
- "Closer and Closer and Closer"